# 線維症
線維症（せんいしょう、英: fibrosis、線維化とも）は、正常な実質組織が結合組織に置き換わる病理学的な創傷治癒過程である。治癒過程が抑制されずに継続された場合、組織の大規模なリモデリングと永久的な瘢痕組織の形成が引き起こされる。線維性瘢痕化（せんいせいはんこんか、英: fibrotic scarring）としても知られる。
繰り返される損傷や慢性的な炎症とその修復は線維症になりやすく、コラーゲンなどの細胞外マトリックス成分の偶発的な過剰蓄積が線維芽細胞によって産生され、永久的な線維性瘢痕の形成につながる。
損傷に対するこの反応は瘢痕化と呼ばれ、線維症が単一の細胞株から生じる場合は線維腫（せんいしゅ、英: fibroma）と呼ばれる。生理学的には、線維化は結合組織を沈着させるように作用し、それは基礎にある臓器または組織の正常な構造および機能を妨害するか、完全に阻害する可能性がある。線維化は、治癒における結合組織の沈着プロセスと同様に、線維性組織の過剰な沈着の病理学的状態を説明するために使用される。細胞外マトリックス（ECM）タンパク質の病理学的な蓄積によって定義される線維化は、瘢痕化と患部組織の肥厚をもたらすもので、本質的には、正常な臓器機能を妨げる過剰な創傷治癒反応である。

## 生理学
線維化は、刺激された線維芽細胞がコラーゲンやグリコサミノグリカンなどの結合組織を形成することに関与する点で、瘢痕化のプロセスに似ている。このプロセスは、マクロファージなどの免疫細胞が線維芽細胞を刺激する可溶性因子を放出したときに開始される。最もよく特徴付けられる線維化促進メディエーターはTGF-βであり、これはマクロファージだけでなく、間質と呼ばれる表面間の損傷組織によって放出される。線維化の他の可溶性メディエーターには、CTGF、血小板由来成長因子（PDGF）、およびインターロイキン-10（IL-10）が含まれる。これらは、AKT/mTOR経路やSMAD経路などのシグナル伝達経路を開始し、最終的に線維芽細胞の増殖と活性化につながり、細胞外マトリックスを周囲の結合組織に沈着させる。組織修復のこのプロセスは複雑であり、細胞外マトリックス（ECM）の合成と分解を厳密に制御することで、正常な組織構造が維持される。このプロセス全体は、必要なものではあるものの、組織損傷が重度または反復性である場合や創傷治癒反応自体の調節に異常が生じた場合には進行性の不可逆的な線維化反応を引き起こす可能性がある。

## 解剖学的位置
線維化は、通常、炎症や損傷の結果として体内の多くの組織で発生する可能性があり、次の例が含まれる。

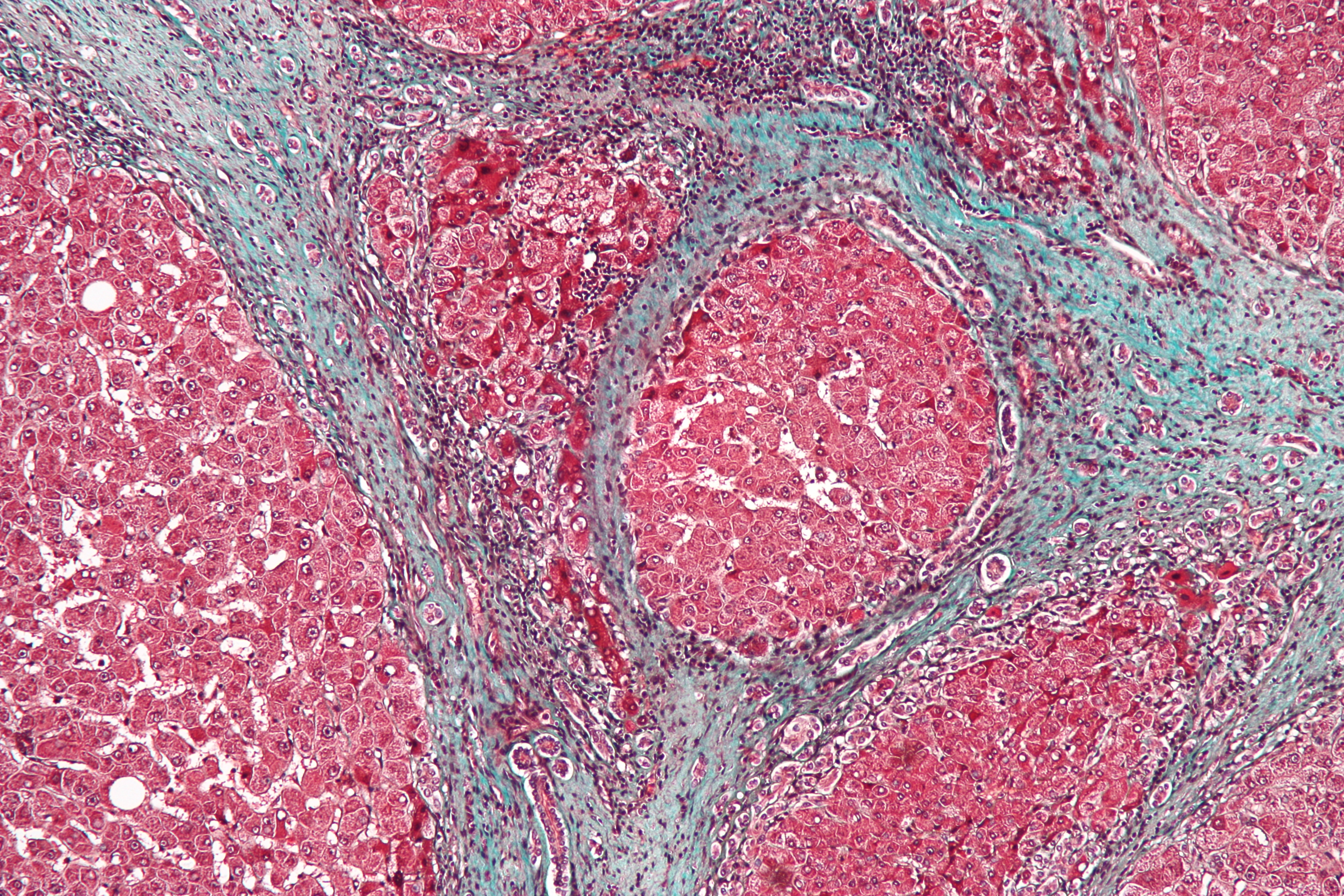
肝硬変を示す肝臓の顕微鏡写真。この例の組織は、繊維化が青色に着色されているトリクローム染色で染色されている。赤い部分は、結節性肝組織である。

### 肺
- 線維胸（英語版）
- 肺線維症
  - 嚢胞性線維症
  - 特発性肺線維症（特発性は原因不明であることを意味する）
- 放射線による肺損傷（英語版）（がん治療後）

### 肝臓
- ブリッジング線維症（英語版） - 進行性の慢性肝疾患で見られる進行期の肝線維化。「ブリッジング」という用語は、『ブリッジの形成（成熟した厚い繊維状組織のバンドによる）による中心静脈への門脈領域を閉塞する』ことを意味し、偽小葉の形成につながる。肝毒素（例：チオアセトアミド、四塩化炭素、ジエチルニトロサミン）の長期暴露は、実験動物モデルでブリッジング線維症（架橋線維症とも）をもたらす[7]。

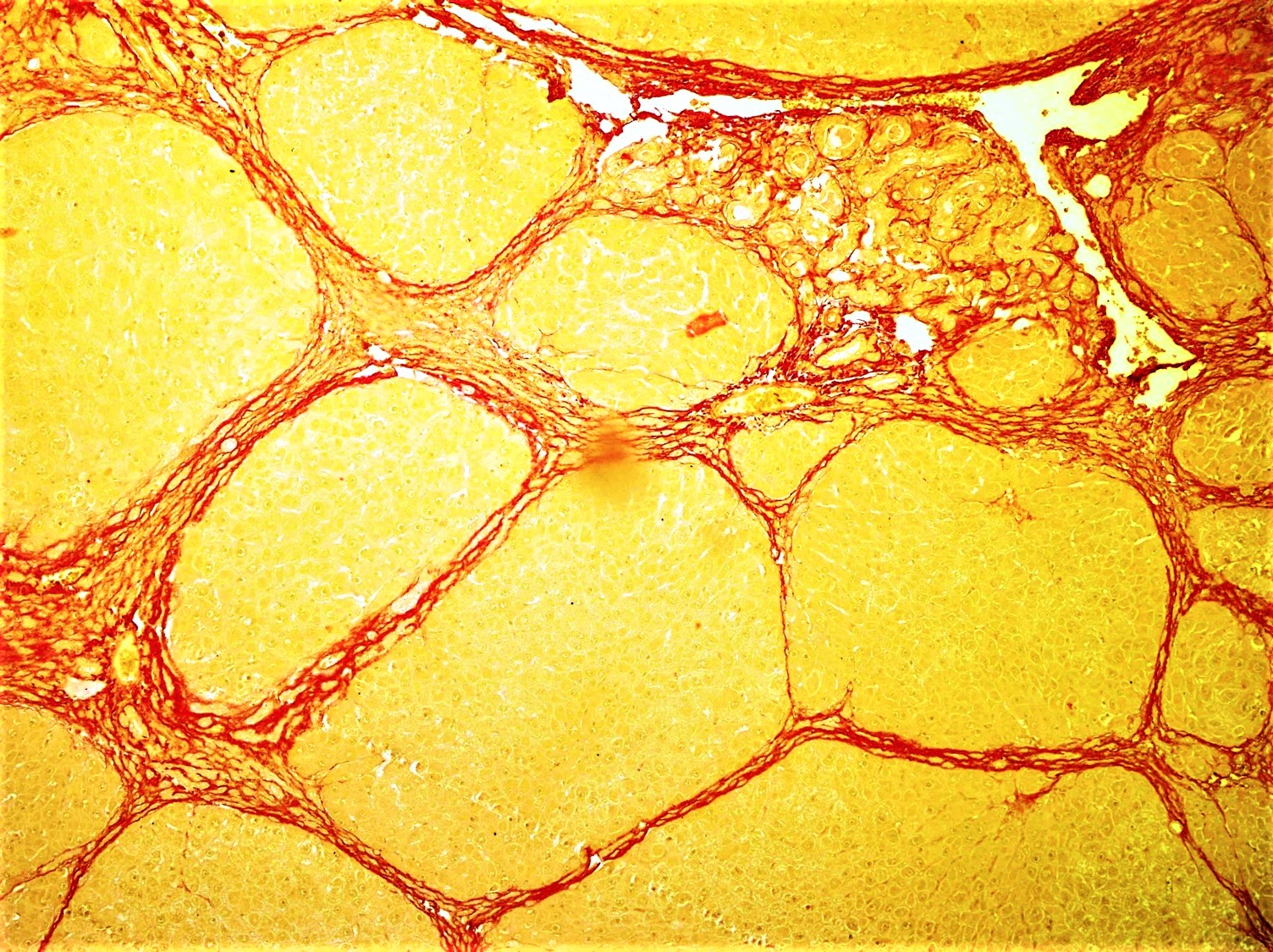
チオアセトアミドの6週間投与後のウィスターラットにおけるブリッジング線維症。シリウスレッド染色

- 肝硬変

### 脳
- グリア瘢痕（英語版）

### 心臓
心筋線維症には主に2つの形態がある。
- 間質性線維症 - 鬱血性心不全、高血圧、あるいは正常な加齢で説明される[8]
- 置換性線維症 - 高齢の心筋梗塞を示す

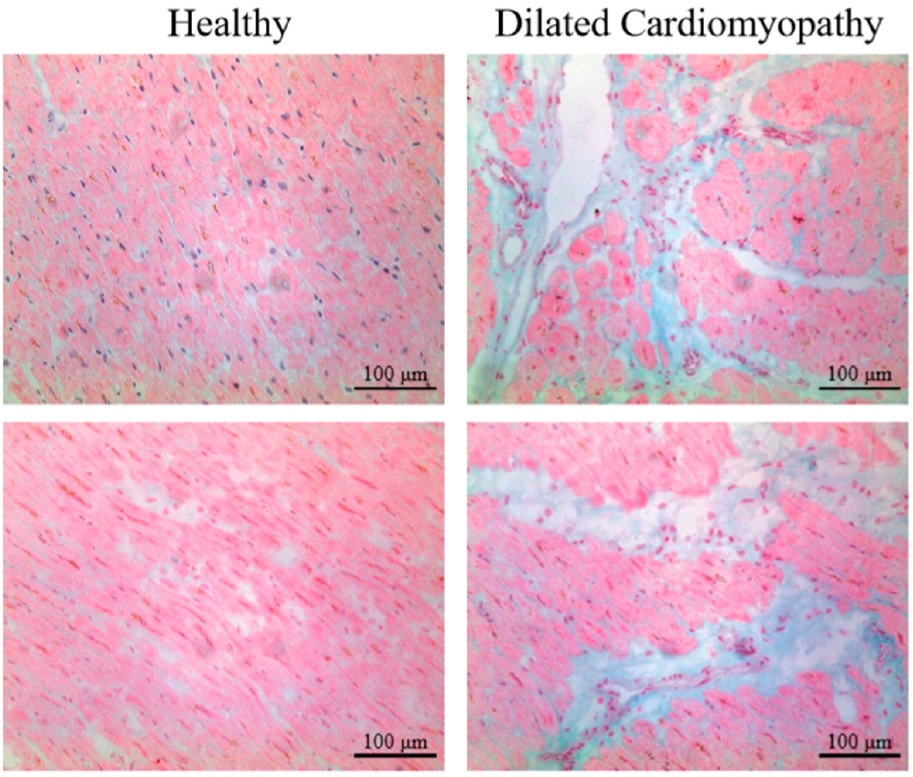
拡張型心筋症における健康な心筋対間質性線維症。アルシアンブルー染色。
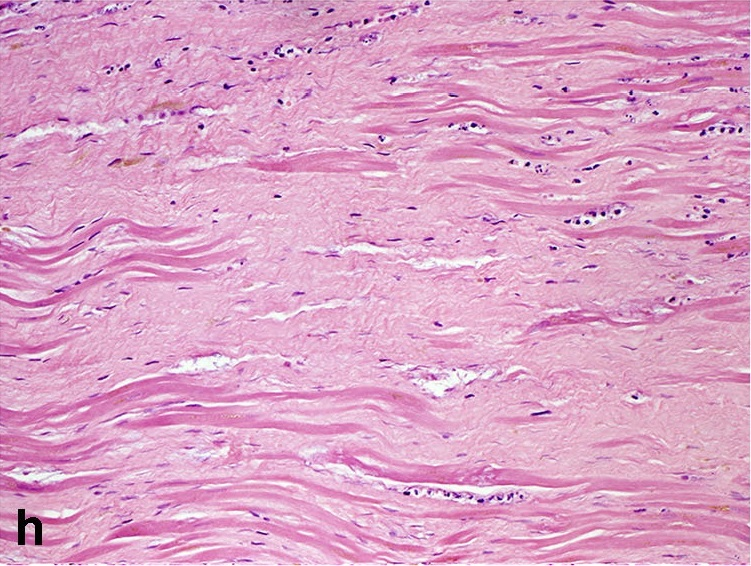
心筋梗塞の置換性線維症、限りなく密集している。

### その他
- 動脈スティフネス
- 関節線維症（英語版）（膝、肩、その他の関節）
- 慢性腎不全[9]
- クローン病（腸管）
- デュピュイトラン拘縮（手、指）
- ケロイド（皮膚）
- 縦隔線維症（英語版）（縦隔軟部組織）
- 骨髄線維症（骨髄）
- ペイロニー病（陰茎）
- 腎性全身性線維症（英語版）（皮膚）
- 進行性塊状線維症（英語版）（肺）- 石炭労働者の塵肺症の合併症
- 後腹膜線維症（英語版）（後腹膜軟部組織）
- 強皮症 / 全身性強皮症 (英語版) （皮膚、肺）
- 肩関節周囲炎のいくつかの形態（肩）